# 伊戈爾·西科斯基人力直升機比賽

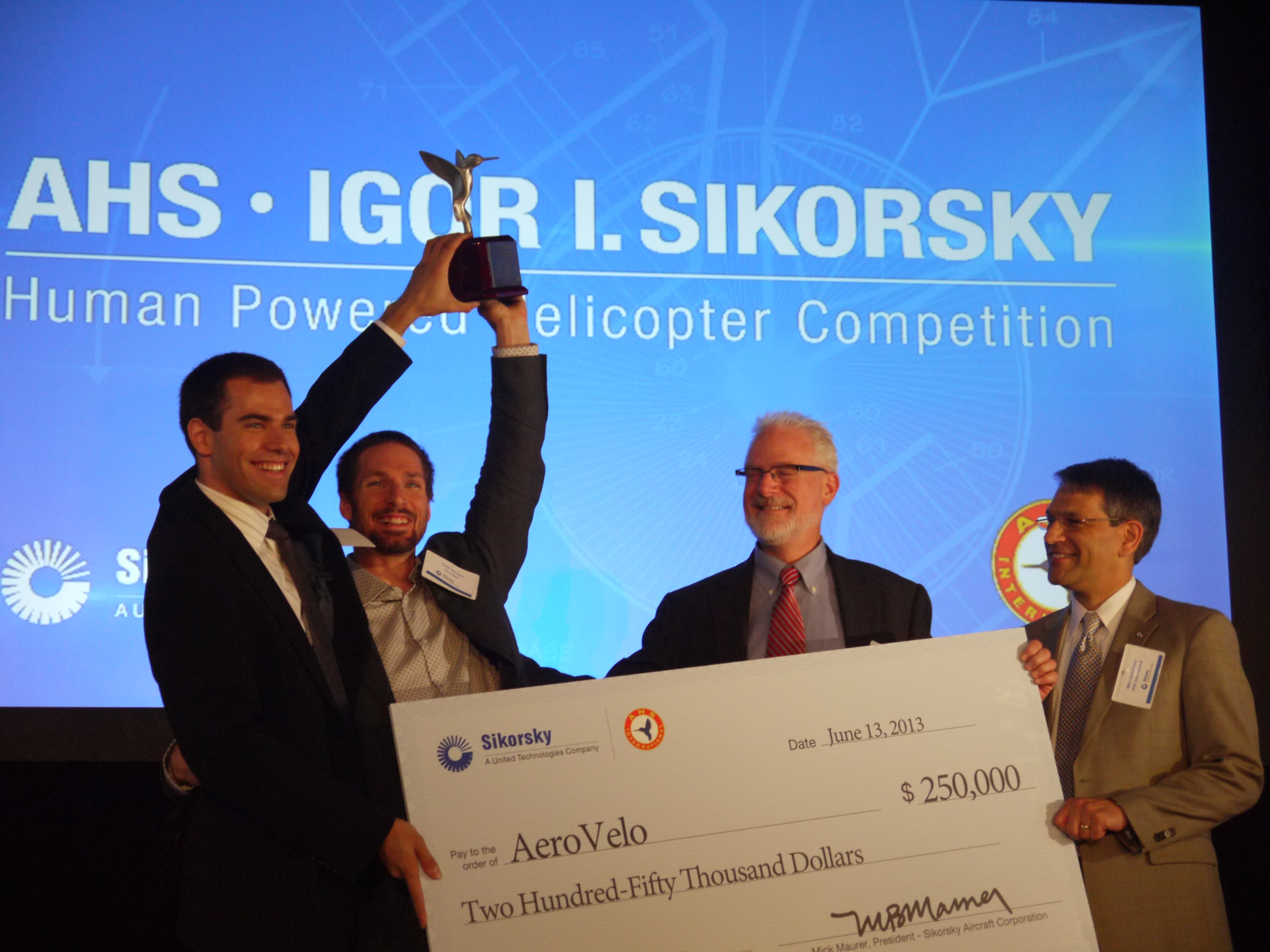
美國直升機學會於2013年7月11日時將獎金授予給贏得比賽的AeroVelo公司成員，從左至右分別為開發團隊代表卡梅倫·羅伯特森（Cameron Robertson）和陶德·賴赫特（Todd Reichert）、塞考斯基飛機公司代表馬克·米拿（Mark Miller）和美國直升機學會執行董事麦克·赫斯伯格（Mike Hirschberg）。

伊戈爾·西科斯基人力直升機比賽（英語：Igor I. Sikorsky Human Powered Helicopter Competition）是美國直升機學會於1980年時設立的國際比賽，該獎項所針對的為人力飛行器中設計困難度最高的人力直升機部分，而獎項的命名則是源自於著名的俄羅斯直升機設計師伊戈爾·伊萬諾維奇·西科斯基。其中獲得比賽獎項的要求為在僅以人體肌肉作為直升機飛行動力的前提下，在10公尺乘以10公尺（32.8英呎乘以32.8英呎）的區域內中心點將人力直升機飛行至3公尺高處，並且能夠維持飛行狀態60秒之久。
在1980年創建獎項時美國直升機學會提供了20萬美元作為獎金，而在2009年時塞考斯基飛機公司同意贊助並增加至25萬美元以吸引更多參賽者加入。然而儘管是極為著名的國際競賽並且吸引了數十個團隊設計並且製造各種人力直升機，但是僅有5款直升機能夠真正地飛離地面。這個獎項一直到2013年7月11日時，才由多倫多大學學生組成的AeroVelo公司所研製的亞特拉斯（Atlas）人力直升機達成所有比賽飛行要求，並且獲得了33年以來一直沒有頒發出去的25萬美元獎金。

## 外部連結
- （英文） Human Powered Helicopter（页面存档备份，存于）
- （英文） Human Powered Helicopters